# Blacus insulcatus
Blacus insulcatus är en stekelart som beskrevs av Van Achterberg 1988. Blacus insulcatus ingår i släktet Blacus och familjen bracksteklar. Inga underarter finns listade.